# جيرالد اولبرايت
جيرالد اولبرايت (بالإنجليزية: Gerald Albright)‏ هو عازف ساكسفون أمريكي، ولد في 30 أغسطس 1957 في لوس أنجلوس في الولايات المتحدة.

## وصلات خارجية
- الموقع الرسمي
- جيرالد اولبرايت على موقع IMDb (الإنجليزية)
- جيرالد اولبرايت على موقع ميوزك برينز (الإنجليزية)
- جيرالد اولبرايت على موقع أول ميوزيك (الإنجليزية)
- جيرالد اولبرايت على موقع ديسكوغز (الإنجليزية)
- جيرالد اولبرايت على موقع قاعدة بيانات الفيلم (الإنجليزية)